# Oostflakkee
Oostflakkee (dân số: 10.126 năm 2004) là một đô thị ở đảo Goeree-Overflakkee ở phía tây Hà Lan, tỉnh Zuid-Holland. Đô thị này có diện tích 107,44 km² (trong đó có 32,75 km² là mặt nước).
Đô thị Oostflakkee được lập thông qua việc sáp nhập các đô thị Den Bommel, Ooltgensplaat, và Oude Tonge năm 1966. Các cộng đồng dân cư gồm: Achthuizen, De Langstraat, Den Bommel (with Zuidzijde), Ooltgensplaat, Oude-Tonge, Zuidzijde.
Oude Tonge là thị xã chính của đô thị này với một khu vực công nghiệp khá lớn.

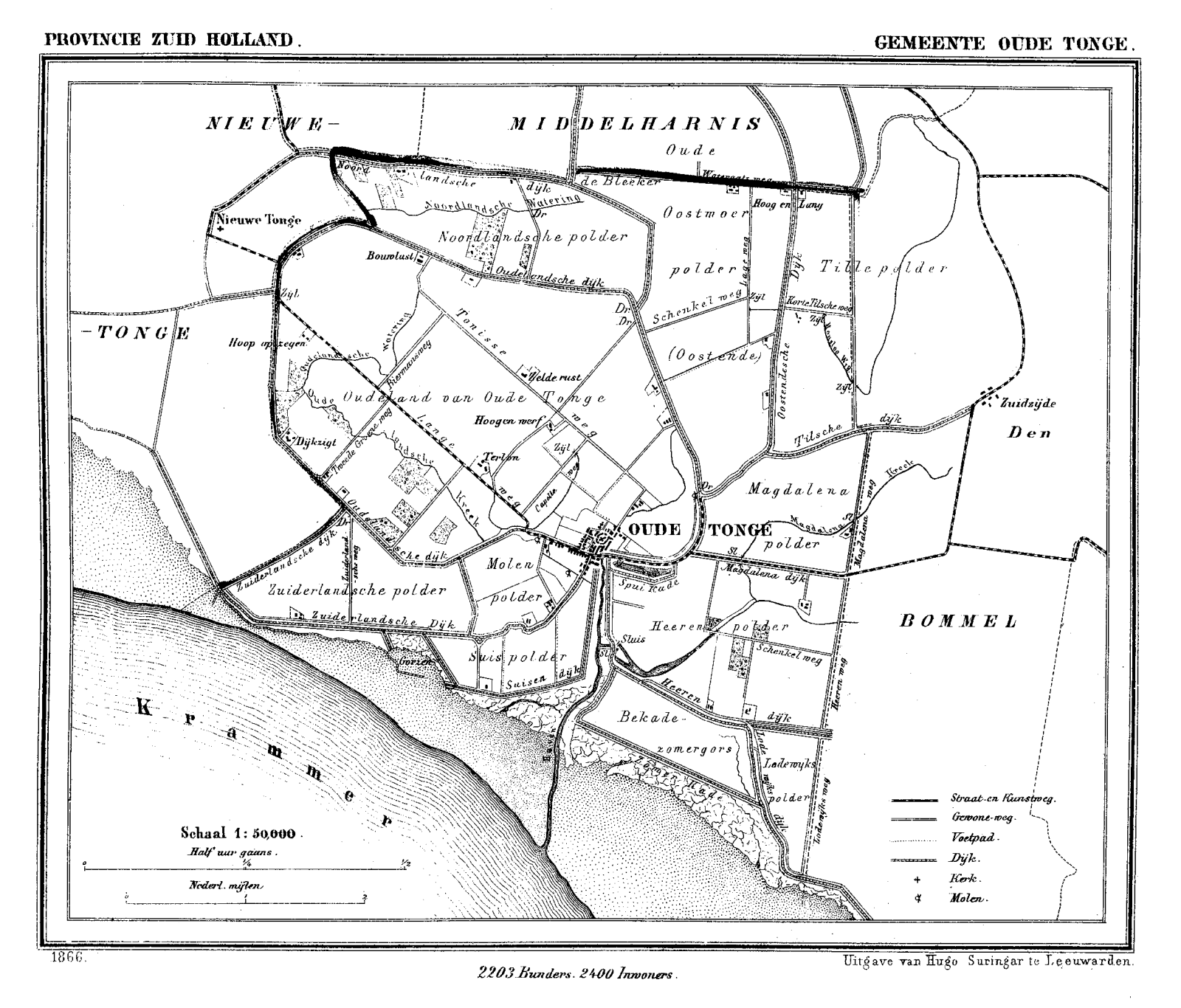
Oude Tonge năm 1866.